# Spinnin' Records
Spinnin' Records este o casă de discuri independentă, fondată în 1999 de Eelko van Kooten și Roger de Graaf.
Pe lângă structura sa de bază, Spinnin' Records găzduiește approximativ 30 de sub-labeluri (case de discuri), concentrate în mare parte pe progressive house și electro house.

## Artiști
- 4 Strings
- Abel Ramos
- Afrojack
- Alesso
- Alvaro
- Audien
- Avicii
- Angger Dimas
- Bassjackers
- Basto
- Beatfreakz
- Bingo Players
- Blasterjaxx
- Bob Sinclar
- Booty Luv
- Borgeous
- Bynon
- Cash Cash
- Calvin Harris
- Cédric Gervais
- Chocolate Puma
- DJ Duckie
- Clumsy F
- Daddy's Groove
- Danny Ávila
- David Deejay
- DBSTF
- Deorro
- Dev
- Dimitri Vegas & Like Mike
- Dirty South
- Don Diablo
- Dony
- DVBBS
- DubVision
- Dyro
- Eddie Amador
- Edward Maya
- Ela Rose
- EliZe
- Erick E
- Eric Prydz
- Example
- Far East Movement
- Fedde le Grand
- Ferry Corsten
- Firebeatz
- Fekguk
- FTampa
- Hardwell
- Headhunterz
- Hi Tack
- Ian Carey
- Ida Corr
- Inna
- Jay Hardway
- John Dahlbäck
- Judge Jules
- Julian Jordan
- Kaskade
- KSHMR
- KURA
- Kate Ryan
- Kurd Maverick
- Laidback Luke
- Laurent Wolf
- Leon Bolier
- Lil Jon
- MAKJ
- MaRLo
- Marc Mysterio
- Marco V
- Marcus Schossow
- Martin Garrix
- Martin Solveig
- Milk Inc.
- Morandi
- MOTi
- Nadia Ali
- NERVO
- New World Sound
- Nicky Romero
- Oliver Heldens
- Para One
- Pascovski V.
- Quintino
- Ralvero
- R3hab
- Ray & Anita
- Ronald van Gelderen
- Ron van den Beuken
- Sander van Doorn
- Sander Kleinenberg
- Sunnery James & Ryan Marciano
- Sharam
- Showtek
- Sidney Samson
- Sied van Riel
- Starkillers
- Stefano Noferini
- Studio Killers
- Swanky Tunes
- Tchami
- Tiesto
- Tommy Trash
- Tom Novy
- twoloud
- Umek
- Ummet Ozcan
- Univz
- Vicetone
- VINAI
- W&W
- Watermät
- Wolfpack
- Yellow Claw
- Yves V
- Zedd